# باچینا
باچینا (به صربی: Bačina) یک روستا در صربستان است که در ورورین واقع شده‌است. باچینا ۲٬۳۸۱ نفر جمعیت دارد.